# For the Love of Mike
For the Love of Mike, originalmente intitulado Hell's Kitchen (bra: Filhos da Fortuna) é um filme estadunidense de 1927, do gênero drama romântico, dirigido por Frank Capra, e estrelado por Ben Lyon, George Sidney, Ford Sterling, Claudette Colbert e Hugh Cameron. O roteiro de J. Clarkson Miller e Leland Hayward foi baseado em uma história de John A. Moroso. É considerado perdido.

## Sinopse
Um menino é encontrado abandonado em um cortiço de Hell's Kitchen e, posteriormente, é criado por três homens: um dono de uma delicatesse alemã (Ford Sterling), um alfaiate judeu (George Sidney) e um limpador de rua irlandês (Hugh Cameron). Eles adotam o menino e o criam como se fosse seu. A linha do tempo salta 20 anos no futuro. O agora crescido Mike (Ben Lyon) resiste em ir para a faculdade porque não deseja ser um fardo financeiro para seus pais adotivos, no entanto, uma linda garota italiana, Mary (Claudette Colbert), que trabalha na delicatesse, o convence a ir.
Mike se matricula em Yale e ganha a reputação de herói do esporte. Com seu sucesso, o rapaz destrata de seus três pais, o que leva o irlandês a lhe dar uma surra na frente de seus melhores amigos. Ele começa a se associar com apostadores e acaba devendo dinheiro a eles. Para saldar suas dívidas, os homens exigem que ele perca propositalmente a grande partida de remo de sua universidade contra Harvard. Seus três pais e Mary vêm apoiá-lo durante a corrida, o que faz Mike desafiar os apostadores e acabar vencendo a partida. Seus três pais então se apresentam para confrontar e lidar com os homens.

## Elenco
- Ben Lyon como Mike
- George Sidney como Abraham Katz
- Ford Sterling como Herman Schultz
- Claudette Colbert como Mary
- Hugh Cameron como Patrick O'Malley
- Richard "Skeets" Gallagher como Coxey Pendleton
- Rudolph Cameron como Henry Sharp
- Mabel Swor como Evelyn Joyce

## Produção
"For the Love of Mike" foi baseado na história "Hell's Kitchen", de John A. Moroso. O próprio Capra referiu-se ao filme como seu primeiro fracasso. Tendo encerrado recentemente sua associação como roteirista do ator Harry Langdon, esta foi a primeira oportunidade de Capra de dirigir uma produção baseada em Nova Iorque. O produtor Robert Kane possuía contratos para fornecer 10 filmes à First National Pictures, e planejou que cada um fosse financiado com os lucros do anterior.
"For the Love of Mike" foi o décimo e último filme do pacote, o financiamento era limitado e o agente Leland Hayward convenceu Capra a adiar seu salário até o final da produção. Capra nunca foi pago por seu trabalho. O filme foi considerado um fracasso comercial, apesar de um elenco forte e valores decentes de produção.
A produção marca a estreia cinematográfica de Claudette Colbert, em sua única aparição no cinema mudo. Depois que o filme recebeu críticas negativas e fracassou financeiramente, Colbert jurou: "Nunca farei outro filme". No entanto, dois anos depois, ela assinou com a Paramount Pictures.

## Recepção
Mordaunt Hall, em sua crítica para o The New York Times, escreveu que o filme "não tem pretensões de ser nada além de um filme. Pareceu satisfazer o público do Hipódromo ontem à tarde, pois houve risos e, no final, aplausos", e concluiu: "Claudette Colbert, que foi vista na peça de Kenyon Nicholson, The Barker, empresta seu charme a esta obra barulhenta. Ela parece bastante à vontade diante da câmera".